# Mwiri
Le Mwiri ou mouiri est un rite initiatique (rite de passage pubertaire) gabonais venant des okandè et des simba,.
Le Mwiri est également la société initiatique masculine chargée d’assurer le contrôle de l’ordre social et de punir les  transgressions,,